# Lagan Bungin
Lagan Bungin is een bestuurslaag in het regentschap Midden-Bengkulu van de provincie Bengkulu, Indonesië. Lagan Bungin telt 942 inwoners (volkstelling 2010).